# Międzynarodowa Rada Luterańska
Międzynarodowa Rada Luterańska – ogólnoświatowa organizacja stanowiąca porozumienie konserwatywnych kościołów luterańskich, tzw. skrzydła wyznającego, w tym większości wyznań wywodzących się z tradycji staroluterańskiej. Założona w 1993 roku w Antigua Guatemala, wywodząca swój rodowód z licznych konferencji teologicznych odbywających się w różnych miejscach od lat 50. XX wieku.
Członkowie organizacji deklarują „bezwarunkową wierność Pismu Świętemu jako natchnionemu i nieomylnemu Słowu Bożemu oraz Wyznaniu Luterańskiemu zawartego w Księdze Zgody jako prawdziwej i wiernej wykładni Słowa Bożego”.
Organizacja zrzesza 32 członków i jednego członka stowarzyszonego. Kościoły członkowskie posiadają łącznie ok. 3 450 000 wiernych, z czego zdecydowana większość (ok. 2 400 000 wiernych) należy do Kościoła Luterańskiego Synodu Missouri.
Przewodniczącym Rady jest pastor Gerald B. Kieschnick, Prezydent Kościoła Luterańskiego Synodu Missouri. Sekretarzem Generalnym jest pastor Samuel H. Nafzger, dyrektor wykonawczy Komisji Teologii i Relacji Kościelnych Kościoła Luterańskiego Synodu Missouri. Delegaci członków Rady zbierają się raz na dwa lata.
Rada nie uznaje Wspólnej deklaracji o usprawiedliwieniu.

## Kościoły członkowskie
| Kraj              | Kościół                                                 | Liczba wiernych | Rok powstania | Strona internetowa                                                            |
| ----------------- | ------------------------------------------------------- | --------------- | ------------- | ----------------------------------------------------------------------------- |
| Argentyna         | Kościół Ewangelicko-Luterański w Argentynie             | 48.100          | 1905          | http://www.iela.org.ar/                                                       |
| Australia         | Kościół Luterański w Australii                          | 127.577         | 1966          | http://www.lca.org.au/                                                        |
| Belgia            | Kościół Ewangelicko-Luterański w Belgii                 | 259             | b.d.          |                                                                               |
| Boliwia           | Chrześcijański Kościół Ewangelicko-Luterański w Boliwii | b.d.            | b.d.          |                                                                               |
| Brazylia          | Kościół Ewangelicko-Luterański w Brazylii               | 397.933         | 1904          | http://www.ielb.org.br/                                                       |
| Chile             | Kościół Ewangelicko-Luterański w Republice Chile        | 135             | b.d.          | http://www.ielchi.cl                                                          |
| Dania             | Wolny Kościół Ewangelicko-Luterański w Danii            | 246             | 1855          | http://www.vivit.dk/                                                          |
| Filipiny          | Kościół Luterański na Filipinach                        | 24.600          | b.d.          |                                                                               |
| Francja           | Kościół Ewangelicko-Luterański Synodu Francji           | 1.375           | 1927          | http://www.mediachrist.com/                                                   |
| Ghana             | Kościół Ewangelicko-Luterański w Ghanie                 | 54.000          | 1958          |                                                                               |
| Gwatemala         | Kościół Luterański w Gwatemali                          | 4.000           | b.d.          |                                                                               |
| Haiti             | Kościół Ewangelicko-Luterański na Haiti                 | 9.000           | b.d.          |                                                                               |
| Hongkong          | Kościół Luterański Synodu Hongkońskiego                 | 15.700          | b.d.          | http://www.lutheran.org.hk/                                                   |
| Indie             | Indyjski Kościół Ewangelicko-Luterański                 | 86.493          | 1894          |                                                                               |
| Japonia           | Japoński Kościół Luterański                             | 4.005           | 1968          | http://www.jlc.or.jp/                                                         |
| Kanada            | Kościół Luterański w Kanadzie                           | 137.335         | 1988          | http://www.lutheranchurch.ca/                                                 |
| Kenia             | Kościół Ewangelicko-Luterański w Kenii                  | b.d.            | b.d.          |                                                                               |
| Korea Południowa  | Kościół Luterański w Korei                              | 11.067          | 1971          | http://www.lck.or.kr/                                                         |
| Meksyk            | Synod Luterański Meksyku                                | 1.211           | b.d.          |                                                                               |
| Niemcy            | Samodzielny Kościół Ewangelicko-Luterański              | 68.392          | 1972          | http://www.selk.de/                                                           |
| Nigeria           | Kościół Luterański w Nigerii                            | 130.000         | 1936          |                                                                               |
| Papua-Nowa Gwinea | Kościół Luterański Gutnius                              | 225.000         | 1948          |                                                                               |
| Paragwaj          | Kościół Ewangelicko-Luterański w Paragwaju              | 6.602           | 1938          | https://web.archive.org/web/20070403120647/http://www.iglesialuterana.org.py/ |
| Peru              | Kościół Ewangelicko-Luterański w Peru                   | b.d.            | b.d.          |                                                                               |
| Portugalia        | Portugalski Kościół Ewangelicko-Luterański              | b.d.            | 1959          | http://www.ielp.pt/                                                           |
| Tajwan            | Chiński Kościół Ewangelicko-Luterański                  | 4.020           | b.d.          |                                                                               |
| Południowa Afryka | Kościół Luterański w Afryce Południowej                 | 30.000          | 1967          |                                                                               |
| Południowa Afryka | Wolny Synod Ewangelicko-Luterański w Afryce Południowej | 4.894           | 1892          | http://www.felsisa.org.za/                                                    |
| Rosja             | Kościół Ewangelicko-Luterański Ingrii w Rosji           | 18.000          | b.d.          | http://www.elci.ru/                                                           |
| Sri Lanka         | Lankijski Kościół Luterański                            | 5.324           | b.d.          |                                                                               |
| Stany Zjednoczone | Kościół Luterański Synodu Missouri                      | 4.369.149       | 1847          | http://www.lcms.org/                                                          |
| Wenezuela         | Kościół Luterański w Wenezueli                          | 1.607           | b.d.          | http://www.ilv-venezuela.net/                                                 |
| Wielka Brytania   | Kościół Ewangelicko-Luterański w Anglii                 | 2.313           | 1896          | http://www.lutheran.co.uk/                                                    |